# Het Perfecte Koppel
Het Perfecte Koppel is een Vlaamse spelshow, geproduceerd door Eén en productiebedrijf deMENSEN. De presentatie is in handen van Marcel Vanthilt. Het programma ging van start op 10 februari 2013. In het programma moet elke week één Vlaams koppel bewijzen dat zij het perfecte koppel zijn. Er startte een tweede seizoen op 8 december 2013.

## Concept
48 uur voor het programma begint, wordt het koppel gescheiden door Cath Luyten en naar twee geheime locaties gebracht. Twee dagen lang is er geen communicatie. Tijdens dat isolement krijgen ze opdrachten die ze in het programma zullen moeten uitvoeren.
Na twee dagen worden ze apart naar de studio gebracht. Daar wachten familie, vrienden, collega's en: Marcel Vanthilt. En ook daar blijven ze van elkaar gescheiden. Ze nemen in dezelfde zetel plaats, maar krijgen elkaar niet te zien. Doorheen hun zetel loopt een houten scheidingswand, het hele programma lang. Tijdens de aflevering moeten ze onder meer vragen over elkaar beantwoorden en meedoen aan een uitdaging waarbij ze eens wens van hun partner in vervulling doen gaan. Op het einde wordt het favoriete lied van het koppel gespeeld. Zij moeten het lied verder zingen als de muziek gestopt wordt. In seizoen twee werd het "schoonmoederalarm" ingevoerd, waarbij een lid van de schoonfamilie (veelal de schoonmoeder) met een helm met een stok op de studio binnenkomt. Het is de bedoeling dat de kandidaat (veelal de schoonzoon) een grote ring over die stok kan werpen. Per succesvol afgelegde opdracht wordt geld toegekend.
Pas helemaal op het einde van het programma wordt het koppel herenigd.

## Çavaria Media Award
In 2014 werd het programma bekroond met de Çavaria Media Award, omdat het in 2013 een lesbisch koppel in beeld bracht op een gewone manier.